# Campeonato Europeo de Patinaje de Velocidad sobre Hielo de 1984
El LXXVIII Campeonato Europeo de Patinaje de Velocidad sobre Hielo se celebró en dos sedes: las competiciones masculinas en Larvik (Noruega) del 21 al 22 de enero y las femeninas en Almá-Atá (Unión Soviética) del 14 al 15 de enero de 1984 bajo la organización de la Unión Internacional de Patinaje sobre Hielo (ISU), la Federación Noruega de Patinaje sobre Hielo y la Federación Soviética de Patinaje sobre Hielo.

## Resultados

### Masculino
| Evento              | Oro                                                | Plata                                      | Bronce                                        |
| ------------------- | -------------------------------------------------- | ------------------------------------------ | --------------------------------------------- |
| 500 m               | Hilbert van der Duim · Países Bajos · 39,08 s      | Andreas Dietel RDA 39,17 s                 | Andreas Ehrig RDA 39,39 s                     |
| 1500 m              | Hans van Helden Francia 2:02,32                    | Frits Schalij · Países Bajos · 2:00,99     | Hilbert van der Duim · Países Bajos · 2:01,24 |
| 5000 m              | Igor Malkov URSS 7:10,06                           | Rolf Falk-Larssen · Noruega · 7:11,32      | Tibor Kopacz · Rumania · 7:11,84              |
| 10 000 m            | Tomas Gustafson · Suecia · 14:50,81                | Robert Vunderink · Países Bajos · 14:56,88 | Konstantin Korotkov URSS 14:59,12             |
| Clasificación total | Hilbert van der Duim · Países Bajos · 168,142 pts. | Rolf Falk-Larssen · Noruega · 169,071 pts. | Frits Schalij · Países Bajos · 169,097 pts.   |

### Femenino
| Evento              | Oro                              | Plata                                 | Bronce                                |
| ------------------- | -------------------------------- | ------------------------------------- | ------------------------------------- |
| 500 m               | Valentina Lalenkova URSS 40,73 s | Nataliya Kuimova URSS 40,99 s         | Erwina Ryś-Ferens · Polonia · 41,09 s |
| 1500 m              | Olga Pleshkova URSS 2:04,98      | Gabi Schönbrunn RDA 2:05,76           | Valentina Lalenkova URSS 2:06,23      |
| 3000 m              | Gabi Schönbrunn RDA 4:26,14      | Sabine Brehm RDA 4:29,41              | Valentina Lalenkova URSS 4:30,83      |
| 5000 m              | Gabi Schönbrunn RDA 7:39,44      | Olga Pleshkova URSS 7:46,95           | Sabine Brehm RDA 7:47,04              |
| Clasificación total | Gabi Schönbrunn RDA 174,710 pts. | Valentina Lalenkova URSS 176,002 pts. | Olga Pleshkova URSS 177,438 pts.      |

## Medallero
- Solo se otorgan medallas en la clasificación general.

| Núm. | País         | Oro | Plata | Bronce | Total |
| ---- | ------------ | --- | ----- | ------ | ----- |
| 1    | Países Bajos | 1   | 0     | 1      | 2     |
| 2    | RDA          | 1   | 0     | 0      | 1     |
| 3    | URSS         | 0   | 1     | 1      | 2     |
| 4    | Noruega      | 0   | 1     | 0      | 1     |
|      | TOTAL        | 2   | 2     | 2      | 6     |